# Birgenair
Birgenair est une compagnie aérienne charter turque fondée en 1988 et disparue en 1996 à la suite de l'accident du vol Birgenair 301.

## Flotte

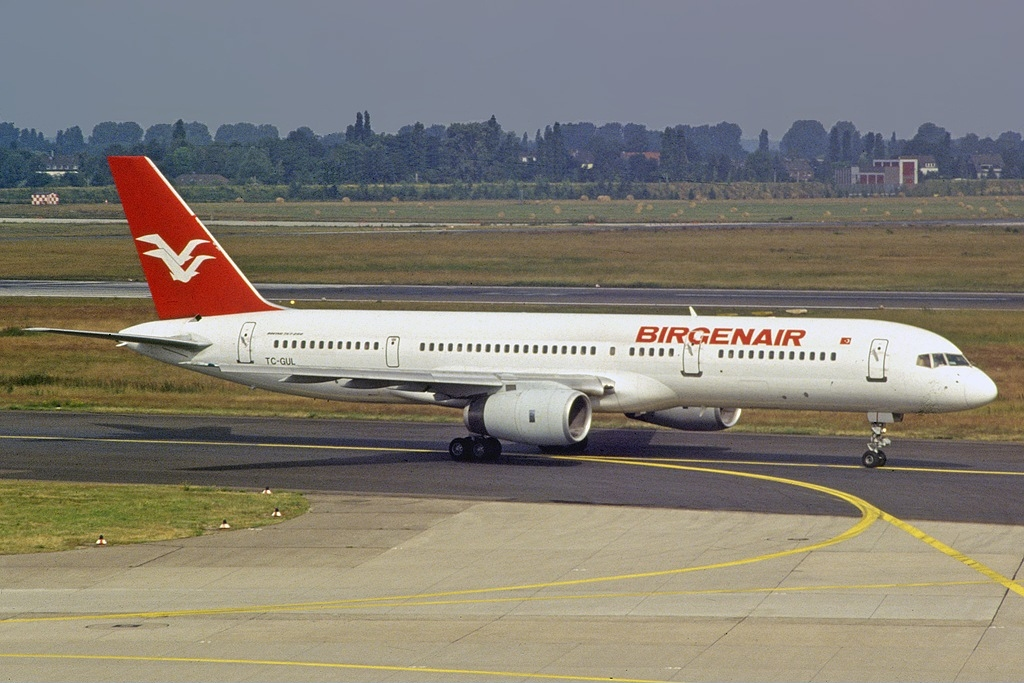
Boeing 757 de la compagnie aérienne Birgenair.

La flotte se compose de 7 avions : 
- trois Boeing 737 ;
- deux Boeing 757 ;
- un Boeing 767 ;
- un McDonnell Douglas DC-10.

## Vol Birgenair 301
Le 6 février 1996, le Vol Birgenair 301 s'abîme en mer causant la mort des 189 personnes à son bord . La société se déclare en faillite quelques mois plus tard.